# ハートライフ病院

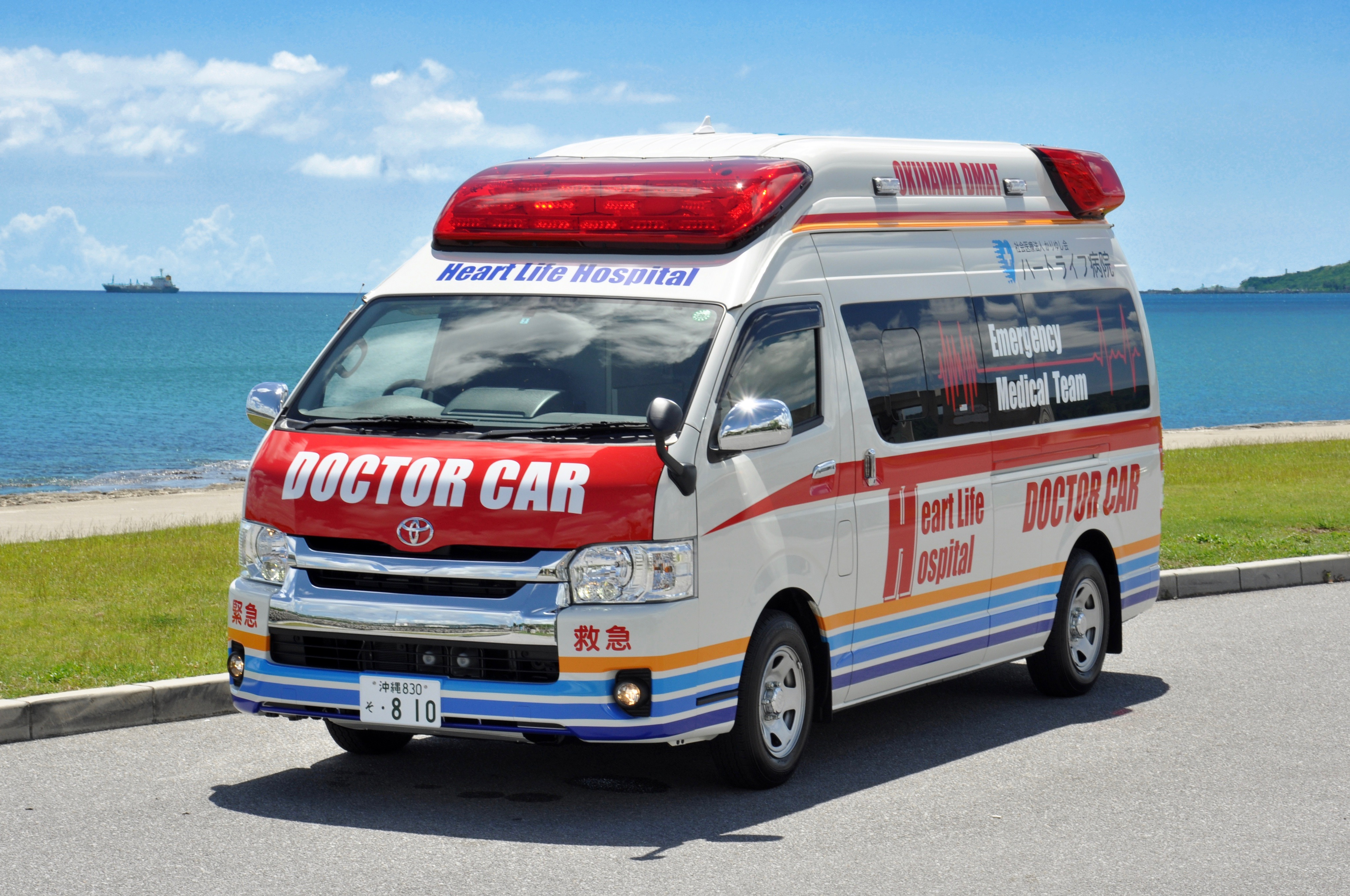
当院のドクターカー

ハートライフ病院（ハートライフびょういん）は、社会医療法人かりゆし会が沖縄県中頭郡中城村に設置する病院。沖縄県災害拠点病院（地域災害拠点病院）等に指定されている。

## 診療科
（標榜診療科）
- 内科
- 小児科
- 外科
- 整形外科
- 皮膚科
- 脳神経外科
- 泌尿器科
- 産婦人科
- 眼科
- 耳鼻咽喉科
- リハビリテーション科

## 医療機関の指定・認定
- 保険医療機関[1]
- 労災保険指定医療機関[1]
- 指定自立支援医療機関（更生医療・育成医療・精神通院医療）[1]
- 身体障害者福祉法指定医の配置されている医療機関[1]
- 生活保護法指定医療機関[1]
- 結核指定医療機関[1]
- 指定養育医療機関[1]
- 戦傷病者特別援護法指定医療機関[1]
- 原子爆弾被害者医療指定医療機関[1]
- 母体保護指定医の配置されている医療機関[1]
- 地域医療支援病院[1]
- 臨床研修病院（基幹型[2]）[1]
- 特定疾患治療研究事業委託医療機関[1]
- DPC対象病院[1]
- 救急告示病院（二次救急）[2]
- 災害拠点病院（地域）[3]
- DMAT指定医療機関[2]
- 公益財団法人日本医療機能評価機構認定病院[4]
- このほか、各種法令による指定・認定病院であるとともに、各学会の認定施設でもある。

## 交通アクセス
- 東陽バス「ハートライフ病院前」停留所下車[5]